# Rhamphidium laticuspe
Rhamphidium laticuspe är en bladmossart som beskrevs av Hugh Neville Dixon 1942. Rhamphidium laticuspe ingår i släktet Rhamphidium och familjen Ditrichaceae. Inga underarter finns listade i Catalogue of Life.